# Eddie Fitte
Eduardo Giménez Fitte, más conocido como Eddie Fitte (Buenos Aires, Argentina, 17 de julio de 1987), es un escritor y periodista de prensa gráfica y televisión argentino.

## Carrera
Comenzó su carrera a los quince años, como cronista de la revista de cultura under La Negra. Más tarde comenzaría a coconducir el programa radial de la publicación junto a Martín Pozzo, en la radio 105.1 de Escobar durante más de dos años. Una vez terminado el secundario, cursó sus estudios en la Universidad de Buenos Aires para luego terminar la carrera en la escuela de periodismo TEA
En 2010 empezó a trabajar en el Diario Clarín. Durante su paso por el periódico, empezó escribiendo para los Zonales de Quilmes, Berazategui y Florencio Varela. Pasado el tiempo, su firma pasó por los suplementos Sí! y Ñ, especializándose en la cultura joven y las expresiones artísticas emergentes. En paralelo, sostenía un blog personal que a continuación pasó a publicar en el sitio de Todo Noticias bajo el pseudónimo de "El Desagradable".
En 2011 comienza su trabajo en Telenoche, Canal 13. Su primer segmento se llamó Taggeados (en busca de un mundo sin etiquetas). La sección poseía un "lenguaje sencillo, dirigido a adultos pero también a chicos, desde un aspecto positivo". Un informe de la Universidad Austral junto con la organización Periodismo Social la consideró "una de las mejores secciones en lo que respecta a noticias de adolescencia desde una perspectiva de derechos". Así, comenzó a cooperar con UNICEF ARGENTINA y sus proyectos en distintos puntos del país.
A continuación, empezaron sus primeros trabajos internacionales para Telenoche bajo el segmento denominado Los Insolentes. En estos microdocumentales, Fitte pudo acompañar a los indignados en la histórica ocupación del Hotel Madrid en España, a los estudiantes chilenos en las barricadas universitarias en Santiago de Chile y a los ocupantes romanos del Coliseo.
En 2012 emprendió distintos segmentos jóvenes en Telenoche como Piso Compartido, Gente como uno y Criaturas Argentinas.
En 2013 continuaron las coberturas internacionales y realizó la primera cobertura de un medio hispano en cubrir el Burning Man, en Nevada, Estados Unidos. En octubre, se publicó el documental titulado "Locura Americana". En paralelo, comenzó con su columna diaria sobre redes sociales en el noticiero de medianoche de Canal 13, Síntesis 13 junto a Mario Massaccesi, José Bianco, Juan Manuel "El Rifle" Varela y Eleonora Pérez Caressi. La nueva tarea no lo aisló de seguir reflejando los movimientos culturales jóvenes, participó desde adentro de las giras de FuerzaBruta por Asia o Cirque Du Soleil en Brasil para mostrar cómo es la vida de los artistas en la ruta.
En octubre de 2014 convivió junto a Kevin Richardson en la sabana de Sudáfrica para grabar un documental sobre la vida de este hombre más conocido como "el encantador de leones". El documental fue publicado en Telenoche, separados en cuatro capítulos de doce minutos que se llamaron "Corazón de León (un amor casi imposible)".
En noviembre de ese mismo año, Eddie viajó a Tailandia para grabar Memorias de un elefante. Allí realizó un documental sobre la técnica milenaria del "phajaan" y los elefantes pintores. El registro contó con la participación de Sangduen "Lek" Chailert, fundadora del Elephant Nature Park y nombrada por la Time Magazine como "heroína asiática".
El 2015 fue un año clave en su carrera. Además de haber publicado su primer libro, Fitte diversificó el tipo producciones e investigaciones que lo caracterizaban. El 2 de abril de ese año, durante el Día de los Veteranos y Caídos de la Guerra de Malvinas, Eddie Fitte reveló documentos filtrados por Edward Snowden. Se trató de un trabajo en conjunto con el periodista ganador del premio Pulitzer, Glenn Greenwald, editor y cofundador de The Intercept. El sitio de Todo Noticias publicó en exclusiva las pruebas del espionaje británico llevado a cabo ilegalmente en la Argentina, por encargo del poder ejecutivo del Reino Unido en complicidad con la NSA, de 2007 hasta el 2011. El motivo de dicha intrusión en las comunicaciones argentinas se le atribuye, en la documentación develada, a "evitar que la Argentina recupere las Islas Malvinas". La revelación de dicha documentación generó que la presidenta Cristina Fernández de Kirchner fuera la primera mandataria en encontrarse personalmente con Edward Snowden.
Ese octubre presentó una investigación sobre la nuera del jerarca nazi, Adolf Eichmann, Carmen Beatriz Lindermann. En él, la candidata a intendente por el municipio de Garupá, en la provincia argentina de Misiones, negaba el Holocausto y defendía el accionar de uno de los principales ideólogos de la Solución Final. La investigación tuvo enorme repercusión en los medios de Israel y derivó en la renuncia de la candidata.
A la vez, continuó con sus reportajes mano a mano. El espectro es amplio, al punto que ha entrevistado personajes que van de Paris Hilton o Mike Tyson a Marilyn Manson, u otros del ámbito literario como Irvine Welsh o Michel Houellebecq.
El 2016 empezó con la presentación dos microdocumentales de gran repercusión: "¿Qué ves cuando no ves?", sobre "el pueblo ciego" rodado en Parán, Perú, y "El hombre de las mil y una vidas", dedicado a la vida del yogui Kazim Gurbuz, filmado en Estambul, Turquía. Sumado a la serie de documentales internacionales que publicó en Telenoche, en septiembre dio a conocer "El hombre que puede salvar al mundo". En el mismo, reveló la historia de vida del padre Pedro Opeka, también conocido como "El combatiente de la esperanza" por su labor social en la isla de Madagascar.
Por esta última producción periodística, Eddie recibió el galardón "World Medal" en el New York Festival a Mejor Documental del 2016.
A principios de 2017 publicó, en paralelo a la asunción del presidente estadounidense Donald Trump, "Expreso al sueño americano: el éxodo antes del muro". En ese documental retrató la delicada situación migracional en América Latina y el fenómeno de La Bestia. También, dio a conocer la obra de Las Patronas y su incansable lucha por los derechos humanos.
A pocos meses de comenzado su primer programa propio, "Especiales en TN", fue premiado con el FUND TV como mejor programa de Documentales en serie. Poco después, inició su trabajo con Polka y su miniserie gastronómica llamada “De Barrio” y recibió una mención de honor en los Webby. Acto seguido, en la ciudad de Avellaneda, el Club Atlético Independiente, institución de la que es ferviente admirador, distinguió su destacada labor profesional.

## Salida del Grupo Clarín
En junio de 2018 Eddie Fitte se alejó de Síntesis 13, para continuar con las producciones para Telenoche. Luego de hacerlo produjo y publicó “Mi vecino, el violador”, sobre Miracle Village (Florida), “El discípulo armado de Jesús”, sobre la iglesia de Hyung Jin Moon en Pensilvania y “Los cazadores Del Valle de la Cocaína”, dedicado al grupo paramilitar Border Recon del estado de Arizona. Todos esos fueron compilados para el programa documental “Los excesos del sueño americano”, publicado en abril en Todo Noticias. También realizó su investigación “El Genocidio Silencioso”, grabado en Lima y la región Cajamarca (Perú), sobre el programa de esterilizaciones forzadas llevado a cabo por el expresidente Alberto Fujimori durante la década del 90’.
"Les niñes" fue otro de los informes que publicó que generó gran repercusión. Ahí reflejó la realidad de las niñas de la primera escuela trans de Chile. Luego de la publicación de estos informes, comenzó su alejamiento con la señal hasta finalmente renunciar.
Sú última labor y aparición como host televisivo se dio en Música con Flow, junto a Juliana Gattas y Leo García, desde los míticos estudios Romaphonic. En él, participaron más de 600 bandas y artistas emergentes en busca de un espacio en uno de los estudios más importantes del rock argentino.

## Trayectoria como escritor
En el año 2008 sus primeras poesías fueron publicadas en la XXXVI Antología "Latinoamérica Escribe", de Ediciones Raíz Alternativa.
En el 2015 aparece su primer compilado de cuentos cortos que gozó de una gran recepción por parte de críticos literarios y periodistas dedicados al tema. El libro cuenta en su contratapa con recomendaciones del escritor Jorge Fernández Díaz que asegura que "le bastan un puñado de cuentos para demostrarnos que aquí por fin hay un escritor". Lo mismo sucedió con el Diario La Nación, que en una pieza escrita por Víctor Hugo Ghitta se destaca que se trata de "el boceto de cierta autobiografía, es potente y lleva en el orillo la marca de las cosas (aun las ficciones) que transmiten verdad".
Por su parte, la revista Rolling Stone, agregó que el autor "revela su pluma afilada para la escatología y el trazo de personajes urbanos bizarros y algo patéticos". La compilación de cuentos fue continuada por "Pungueate este libro", la segunda saga publicada por Editorial Planeta. En 2018 el autor lo describiría como "un libro enfermo, psicótico, patológico, políticamente incorrecto al punto de caer mal".
En 2021 lanzó su primera novela, titulada Los Escoltas y el secreto plan del peronismo para viajar en el tiempo (Editorial Nudista). Sobre este libro, el escritor y periodista argentino Fabián Casas destacó que "lo leía y lo observaba a la vez como esas entrañables películas de los sábados felices de la tarde de mi infancia. Cuando la imaginación nos conquistaba el corazón".
En paralelo, Fitte continuó con su práctica del género de la crónica periodística y en la previa de la Copa Mundial de Fútbol 2022,  reveló, gracias a la ayuda que le brindó Claudia Villafañe, la cábala secreta de Diego Maradona del Mundial 86.  Así, contó en esa historia para elDiario.es, el artesano Miguel Nicolazzi le acercó sus dos pulseras favoritas (la llamada Energía del espacio y la del cometa Halley) a la mujer del capitán de la selección argentina de aquél momento. El Diego usó las dos pulseras en todos los partidos del Mundial que ganaría ese mismo año.
En 2023, tras dos años de investigación, Fitte publicó en la Revista Anfibia su trabajo sobre el "Santo Negro", San Benito de Palermo.  La crónica periodística, titulada "San Benito no es Bad Bunny", fue incluida en la antología de lo mejor que se  escribió sobre gastronomía en los medios de comunicación de España y Latinoamérica, entre otras firmadas por nombres como los de Leila Guerriero, Rosa Montero y Marc Casanovas. 
Durante el 2024 el autor escribió una serie de fábulas japonesas lisérgicas que se compilaron en el Libro Gordo, una obra descrita como un objeto de arte hecha en colaboración con la editorial Catapulta.Luego de finalizar el proceso creativo, comenzó a redactar para la misma casa editorial su primera novela para jóvenes adultos: La Carrera de Almendra.
“Nació inspirada en mi trabajo para Telenoche sobre el canódromo de Córdoba. Como trata sobre perros, al final pensé que podía ser un libro para chicos", explicó el periodista y escritor.
Esta novela juvenil ayuda a concientizar acerca del maltrato animal. Basada en hechos reales, la conmovedora historia gira en torno a la vida de Almendra, una perra galga que nace con una discapacidad que le impide ser parte de las carreras que corren su mamá y sus hermanos. Dejar atrás ese mundo, en el que se somete a los animales por dinero, será su objetivo, pero no estará sola en esa búsqueda.  La novela gozó de una gran recepción por parte de la crítica literaria y la comunidad educativa. Se trata de "una obra escrita con infinita sensibilidad y humor, una historia para chicos que tiene poco de infantil".

## Cine y Series
Luego de su trabajo en Grupo Clarín, Eddie Fitte se volcó en gran parte a la producción periodística, trabajó para CNN International e inició su propia agencia de investigación y desarrollo para la industria del entretenimiento, Hecho por Nadie, siendo su primer realización un seguimiento documental del productor musical Bizarrap. De la misma manera retomó sus investigaciones características para distintos medios escritos como el sitio Vice y presentó junto a Aaron Kaufman el show Cambio de Velocidad emitido en la señal Discovery Channel. Su vínculo con Pol-ka finalizó tras el rodaje de la cuarta y última temporada de De Barrio, en su edición especial de cuarentena. Luego de terminarla, en diciembre de 2020, los hijos de Ricardo Fort anunciaron que el periodista y escritor sería el creador de "El comandante Fort", la serie documental sobre la vida del millonario.
En septiembre de 2021 comenzaría, junto a Luciano Banchero y Fiorella Sargenti, el primer show diario original de Spotify Studios en español llamado Nuestro Día que se extendería por dos temporadas y un total de 2034 episodios.
En junio de 2023, Fitte comenzó a trabajar junto a Pampa Films en Muchachos, la película de la gente, el documental definitivo sobre la gesta del triunfo de la selección argentina de fútbol en Catar. El film está basado en un cuento original de Hernán Casciari y cuenta con la voz en off de Guillermo Francella. El largometraje documental, que se estrenó el 7 de diciembre de 2023, registró un número récord de audiencia  con más de 82 mil espectadores en su primer día de proyección en Argentina. Así, se convirtió en la tercera mejor apertura de la historia en la industria de cine local (detrás de Metegol y El robo del siglo, con 113 mil y 104 mil espectadores respectivamente), en la producción argentina más exitosa de 2023 y el documental más visto en salas de la historia argentina.
A comienzos de 2024, su productora presentó el primer largometraje documental independiente de la casa, Una vida karateca, ópera prima de Fernando Mántaras.
La película, cuenta "a través de la crudeza, el seguimiento documental periodístico y el registro intimista que caracteriza a Hecho por Nadie– el poder transformador y la lucha incansable de Viviana González, conocida en el submundo de la prostitución como La Karateca. Mientras atraviesa su segundo cáncer, esta campeona trans género de artes marciales mixtas revisa su vida y continúa sin derrotas mientras enseña a otras personas a defenderse”.  El estreno se llevó a cabo en el Cine Gaumont, en el marco del 25 Buenos Aires Festival Internacional de Cine Independiente.

## Obras
- Un culo en mi ventana (cuentos para incultos) (2015). Emecé. Editorial Planeta. ISBN 978-950-04-3691-5
- Pungueate este libro (cuentos psiquiátricos) (2017). Emecé. Editorial Planeta. ISBN 978-950-04-3927-5
- El trapo más grande del mundo (Cuentos de Supermercado, Edición 01) (2019). Amazon Kindle independently published. ISBN 978-950-04-3927-5. Archivado el 26 de enero de 2018 en Wayback Machine.
- Monólogo de un león cautivo (2020). Amazon Kindle independently published. ISBN: 979-862-47-0011-6
- Los Escoltas y el secreto plan del peronismo para viajar en el tiempo (2021). Editorial Nudista. ISBN 978-987-8341-17-0
- Helter Kelper (2021). Amazon Kindle independently published. ISBN 979-845-56-7020-6
- La carrera de Almendra (2024). Editorial Catapulta. ISBN 978-98781-5329-2

## Premios y reconocimientos
| Premio                                                   | Categoría                                                | Programa                         | Medio         | Resultado          |
| -------------------------------------------------------- | -------------------------------------------------------- | -------------------------------- | ------------- | ------------------ |
| Gobierno de la Ciudad de Buenos Aires                    | Distinción por labor y compromiso social (BA Joven) 2015 | Todo Noticias                    | Todo Noticias | Ganador            |
| The New York Festivals                                   | Best Documentary World Medal 2016                        | El Santo Argentino de Madagascar | Todo Noticias | Ganador            |
| Fund TV                                                  | Mejor Programa Documental 2017                           | Especiales en TN                 | Todo Noticias | Ganador            |
| The International Academy of Digital Arts and Sciences   | Best Integrated Campaign (Branded) 2017                  | De Barrio                        | Pol-ka        | Mención Honorífica |
| Asociación de Entidades Periodísticas Argentinas (ADEPA) | Mejor Cobertura Multimedia 29ª Edición 2018              | Las Podridas                     | TN.com.ar     | Ganador            |
| Ciudad Magazine                                          | Premio "Los más clickeados" 2019                         | De Barrio                        | Canal 13      | Ganador            |
| Sociedad Interamericana de Prensa (SIP)                  | Premios SIP a la Excelencia Periodística 2021            | Columna de opinión               | El Canciller  | Mención Honorífica |